# Menhir von Ty-Gwyn

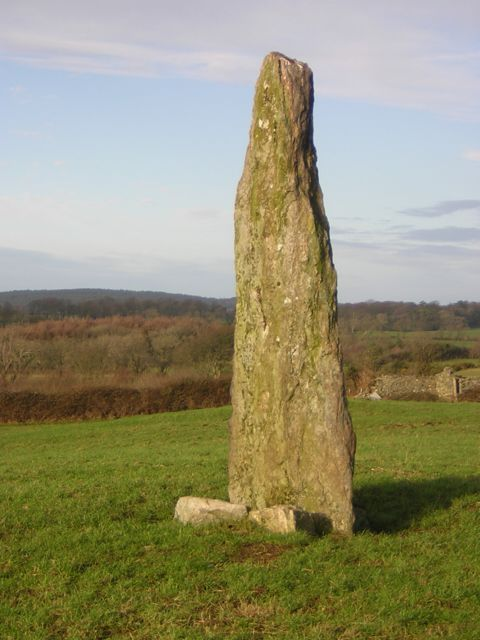
Menhir von Ty-Gwyn

Der etwa 3,0 m hohe, 0,8 m breite und 0,3 m dicke Menhir von Ty-Gwyn (englisch Standing stone) – auch Llandegfan Maen Hir oder Plas Cadnant genannt – steht bei der Pedair Groeston Farm östlich von Llandegfan einen Kilometer nördlich von Menai Bridge auf der Insel Anglesey in Powys in Wales. Um die Basis eines der höchsten Menhire von Wales gibt es eine kleine Vertiefung mit einigen freigelegten Packsteinen.